# Amanita atkinsoniana
Amanita atkinsoniana é um fungo que pertence ao gênero de cogumelos Amanita na ordem Agaricales. Produz um corpo de frutificação cujo píleo ("chapéu") é esbranquiçado a amarronzado e mede até 12,5 cm de diâmetro. Tem formato convexo ou achatado, por vezes com uma depressão central. Sua superfície é coberta por pequenas verrugas cônicas, que são remanescentes do véu universal. Elas são facilmente removíveis e perto da borda do chapéu vão ficando menores e lanosas. O tronco, branco e liso, pode atingir 20 cm de altura e 2,5 cm de espessura. Em sua base há um bulbo coberto com anéis de escamas marrom-avermelhadas.
O cogumelo foi descrito pela primeira vez pelo botânico norte-americano William Chambers Coker em 1917, com base em espécimes que ele mesmo coletou na Carolina do Norte em setembro e outubro de 1914. O epíteto específico atkinsoniana é uma homenagem a George Francis Atkinson, um micologista que descreveu cogumelos no sul e no leste dos Estados Unidos no final do século XIX. Na natureza, é encontrado principalmente nos Estados Unidos, mas sua área de distribuição vai desde Quebec, no Canadá, até o estado mexicano de Michoacán. O cogumelo frutifica mais comumente durante o verão e outono após fortes chuvas, crescendo sobre o solo de florestas de coníferas e decíduas mistas. A espécie é classificada como "possivelmente venenosa" e seu consumo não é recomendado.

## Taxonomia
A espécie Amanita atkinsoniana foi descrita pela primeira vez pelo botânico norte-americano William Chambers Coker em 1917, em sua monografia sobre cogumelos do gênero Amanita do leste dos Estados Unidos. A descrição de Coker foi baseada em diversos espécimes que ele havia coletado em vários locais da Carolina do Norte nos meses de setembro e outubro de 1914. O epíteto específico atkinsoniana é uma homenagem a George Francis Atkinson (1854–1918), um micologista da Universidade de Cornell, que coletou e descreveu cogumelos no sul e no leste dos Estados Unidos no final do século XIX. Em 1952, o francês Marcel Locquin decidiu transferir a espécie para o gênero Armillaria, batizando-a de Armillaria atkinsoniana, mas essa mudança não foi adotada por outros especialistas, de modo que hoje o termo é considerado um sinônimo. Sobre este assunto, Rolf Singer escreveu, em 1955, que "Locquin está completamente isolado dentre os micologistas, os quais acreditam que as diferenças estruturais entre Armillaria luteovirens e os Amanitas são muito grandes e significantes para que não se combine os Armillaria com nenhum dos Amanita.
Amanita atkinsoniana está classificada na estirpe Microlepsis da subseção Solitariae, na seção Lepidella do gênero Amanita. Espécies na subseção Solitariae são distinguidas por várias características: a volva é composta por estruturas celulares de formatos variados; fileiras de grandes células cilíndricas a alongadas com secção transversa em forma de trevo que nunca são dominantes; uma estipe que tipicamente possui uma base bulbosa e remanescentes da volva na superfície concentrados em direção à base; a volva não é membranosa nem perto de sê-la, nunca forma prolongamentos na base da estipe, e nunca forma manchas na superfície do chapéu, onde a camada externa consiste de hifas "pressionadas" contra a superfície.

## Descrição

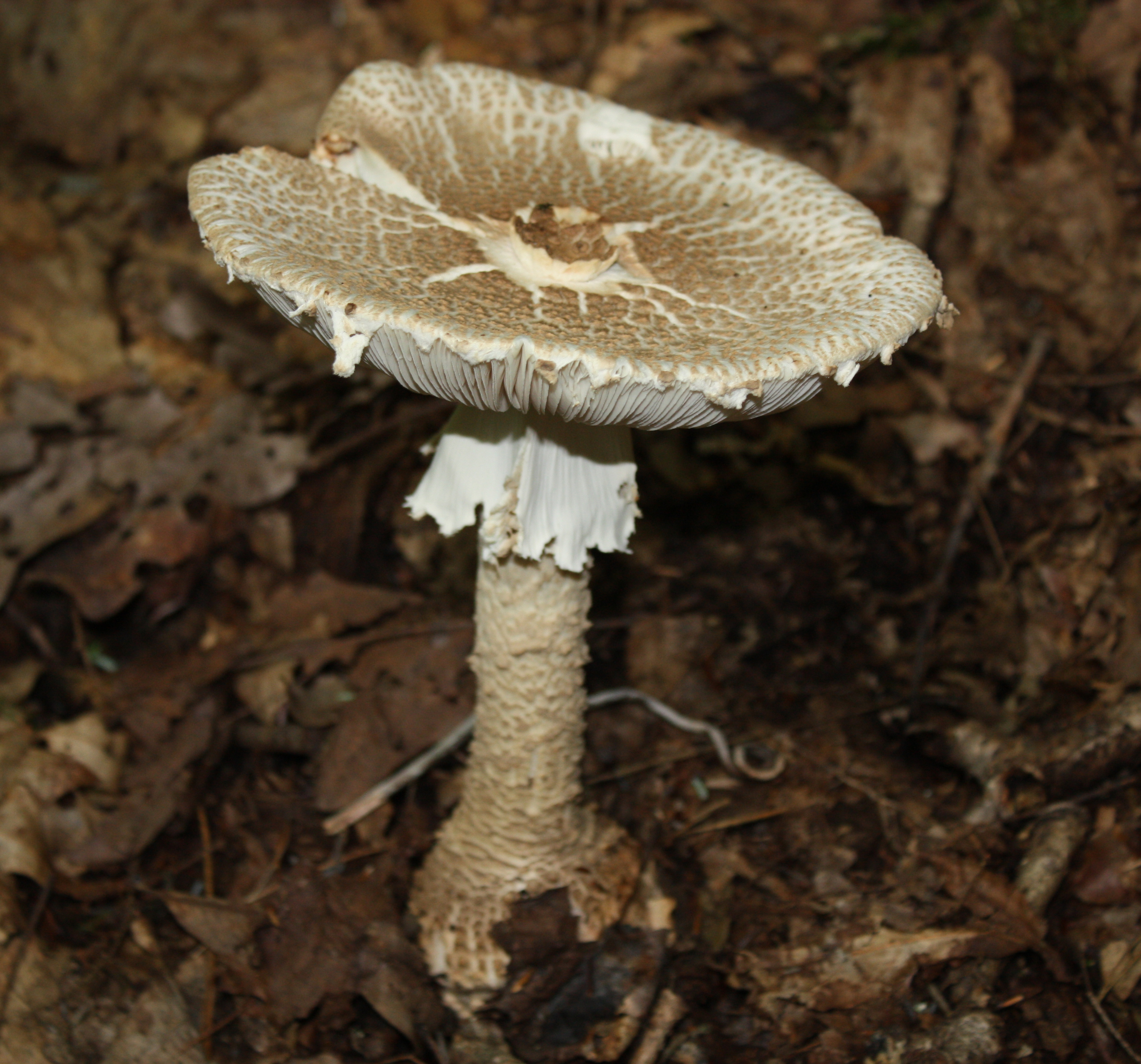
Cogumelo maduro com um chapéu plano-convexo e remanescentes do véu universal em suas bordas.

O píleo (o "chapéu" do cogumelo) de A. atkinsoniana mede de 6 a 12,5 cm de diâmetro e, a depender do seu grau de maturidade, pode ter formato convexo ou achatado, por vezes com uma depressão central rasa. Sua cor varia de esbranquiçado a branco-amarelado, cinza-amarronzado, laranja-amarronzado a marrom-acinzentado, e é mais claro nas bordas. A superfície do chapéu é coberta com os remanescentes do véu universal na forma de pequenas verrugas cônicas marrom-avermelhadas a marrom-acinzentadas, e que são facilmente removíveis. Aproximando-se da borda do chapéu, as verrugas vão ficando menores e lanosas. A margem do píleo é lisa ou com discretos sulcos que espelham as lamelas subjacentes; tem ainda restos do véu parcial pendurados ao longo da borda. As lamelas são apinhadas, livres de adesão ao tronco, moderadamente largas, branco-amareladas, e, ocasionalmente, apresentam pequenas manchas avermelhadas. As lamélulas — lamelas curtas que não se estendem completamente a partir da margem do chapéu até o tronco — são truncadas (extremidade "cortada" drasticamente) a atenuadas.
A estipe (o "tronco" do corpo de frutificação) mede de 8 a 20 cm de altura por 1 a 2,5 cm de diâmetro. Ela tem a mesma espessura em todo o seu comprimento ou às vezes vai se afilando em direção ao ápice; é esbranquiçada e com a superfície lisa a flocosa (delicadamente algodonosa). O bulbo basal tem formato variado, e geralmente está coberto com anéis de escamas marrom-avermelhadas ou verrugas dos remanescentes do véu universal, muitas vezes estendendo-se até a estipe por uma curta distância. O véu universal sobre a base do tronco é bastante incomum em cogumelos Amanita, porque forma verrugas que se estendem quase até o fundo do bulbo. O tronco muitas vezes enraíza no solo abaixo do bulbo na forma de um cordão alongado de micélio conhecido como pseudorriza. O véu parcial forma um anel que é um pouco membranoso, frágil a moderadamente persistente e branco-amarelado a amarelo pálido. Eventualmente, quando o cogumelo amadurece, o anel colapsa sobre o tronco formando uma fina membrana. A carne é branca e possui um odor fraco de água sanitária.

### Características microscópicas

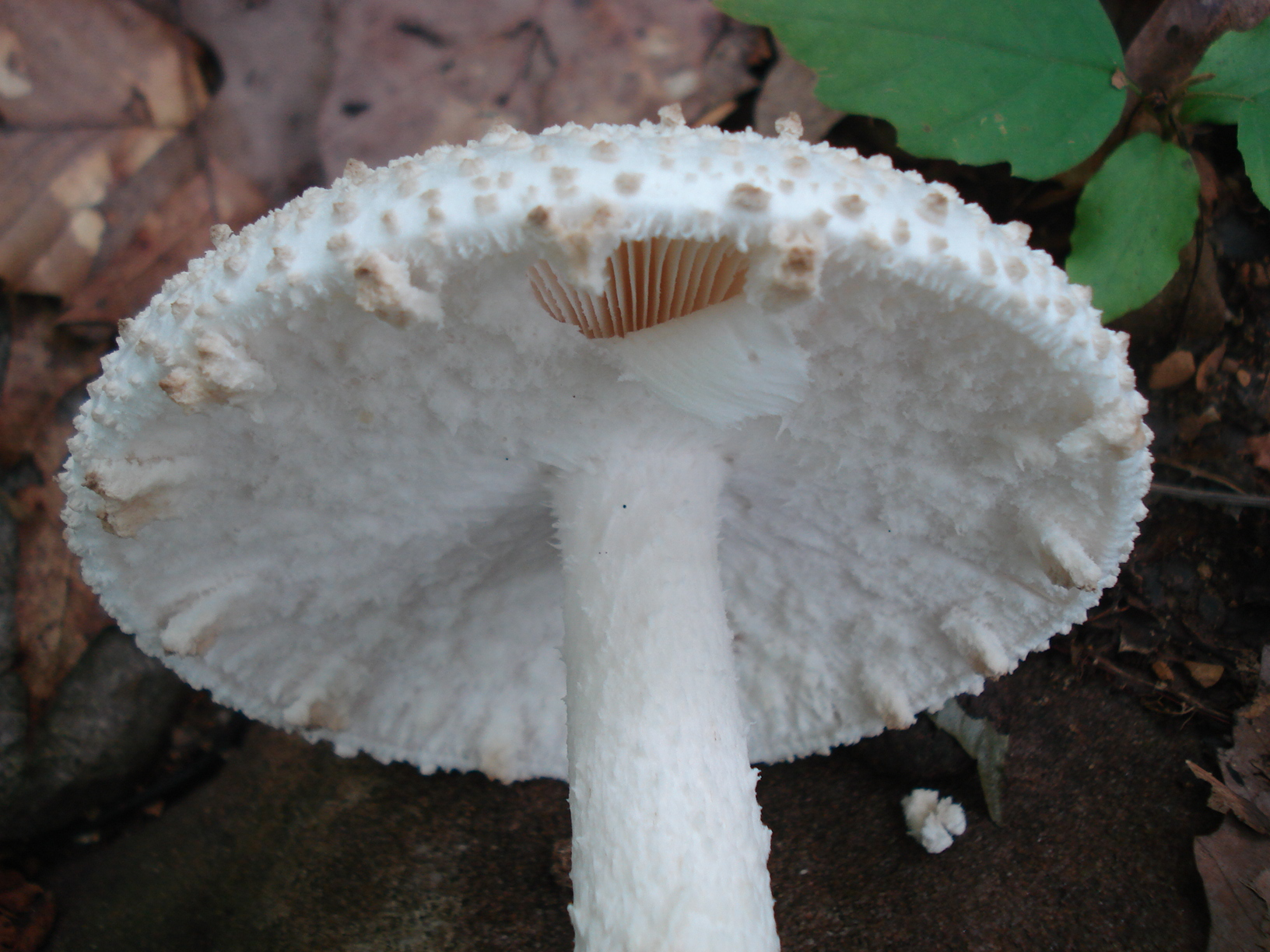
Nos cogumelos jovens, um véu parcial cobre as lamelas.

Amanita atkinsoniana tem a impressão de esporos, uma técnica usada na identificação de fungos, de cor branca. Os esporos tem formato elipsoide a alongado, são hialinos (translúcidos), de paredes finas, e possuem dimensões de 9 a 12,5 por 5,5 a 8 micrômetros (µm). Eles são amiloides, o que significa que irão absorver o iodo quando corados com o reagente de Melzer, ficando de cor azul escuro. Os basídios (células que carregam os esporos) medem 35 a 60 por 7 a 13,5 µm, em forma de taco, com quatro esporos cada, com "ganchos" (clamps) em suas bases. Os queilocistídios (cistídios encontrados na borda das lamelas) medem 15 a 45 por 10 a 30 µm, são elipsoides ou em forma de taco, e abundantes. A cutícula do chapéu (pileipellis) mede até 165 µm de espessura e é feita de hifas radiais e entrelaçadas; possui 2,5 a 8 µm de diâmetro, e pode estar ligeiramente ou fortemente gelatinizada. O véu universal no píleo consiste de células que em sua maioria são aproximadamente esféricas ou elipsoides, e, em menor proporção, de outras alongadas ou com uma das extremidades afilada. Essas células podem atingir até 75 por 40 µm, e estão dispostas em cadeias terminais curtas e hifas relativamente escassas, medindo entre 3 e 7,5 µm de diâmetro. Na base da estipe, o tecido do véu universal é muito parecido com o do chapéu. Fíbulas estão presentes nas hifas.

## Espécies semelhantes

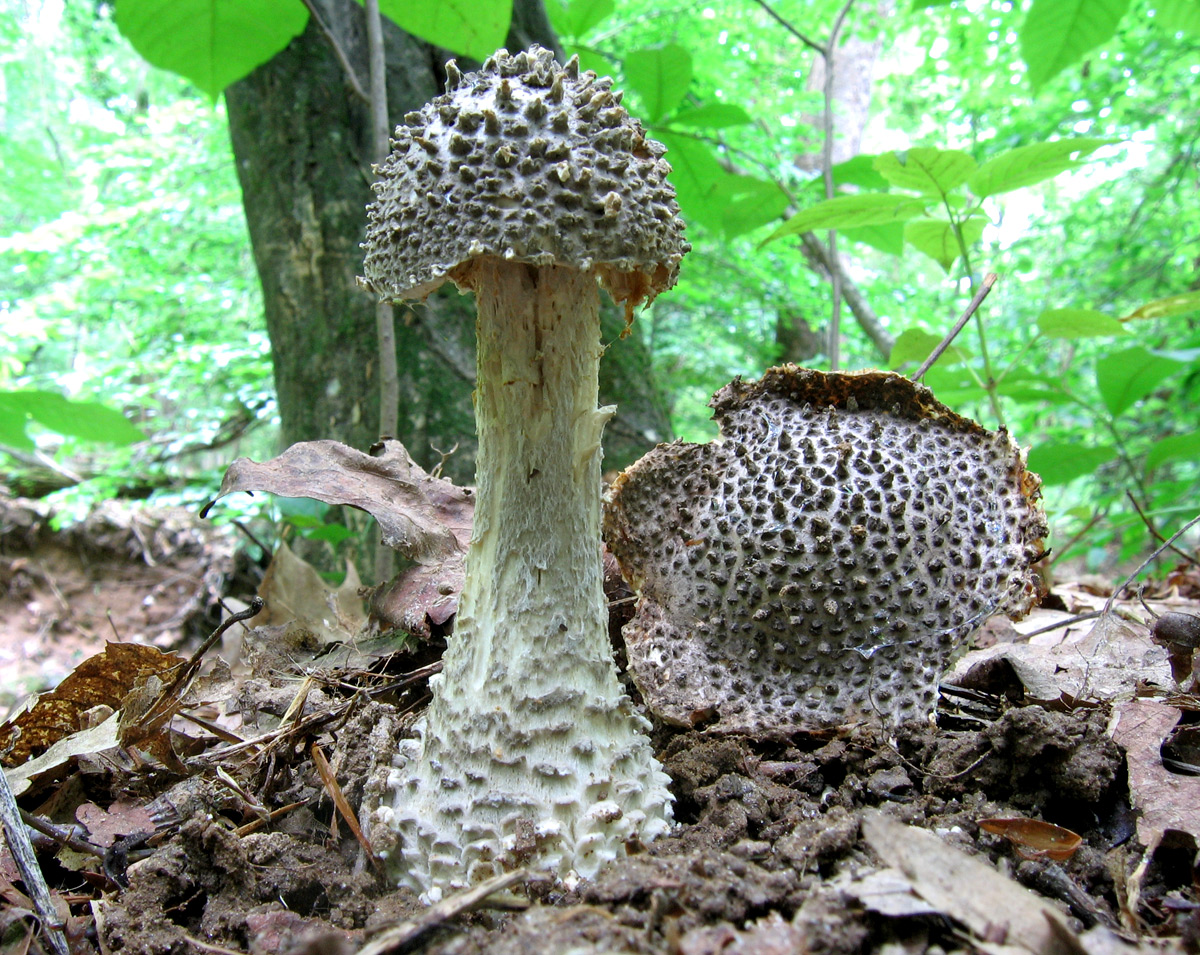
Amanita onusta é um dos "sósias" de A. atkinsoniana.

Por causa da volva colorida, A. atkinsoniana se assemelha a A. onusta, que difere da primeira pelos corpos de frutificação de pequeno a médio tamanho com um véu cinzento, verrugas cinza escuro a cinza-amarronzadas, e um bulbo basal que geralmente está um pouco enraizado. Às vezes, os corpos de frutificação de A. atkinsoniana são confundidos com os de A. microlepis que podem ser distinguidos pela presença de restos volvais marrom-avermelhados a marrom-acinzentados e pelo enraizamento do bulbo de A. atkinsoniana.

## Comestibilidade
O micologista canadense René Pomerleau (1904–1993) considera o cogumelo como "duvidosamente comestível", enquanto Orson K. Miller, Jr. e Hope Miller, em seu guia de campo sobre cogumelos norte-americanos, o classifica como "possivelmente venenoso" (apesar de também indicarem que não há relatos específicos de que toxinas tenham sido encontradas em A. atkinsoniana), e recomendam que, de um modo geral, nenhuma espécie de Amanita do subgênero Lepidella deve ser consumida.

## Ecologia, distribuição e habitat
Como a grande maioria das espécies do gênero Amanita, A. atkinsoniana é uma espécie micorrízica, formando portanto uma associação simbiótica mutuamente benéfica com várias espécies de plantas. As ectomicorrizas garantem ao cogumelo compostos orgânicos importantes para a sua sobrevivência oriundos da fotossíntese do vegetal; em troca, a planta é beneficiada por um aumento da absorção de água e nutrientes graças às hifas do fungo. A existência dessa relação é um requisito fundamental para a sobrevivência e crescimento adequado de certas espécies de árvores, como alguns tipos de coníferas.
Os corpos de frutificação de Amanita atkinsoniana crescem sobre o solo de florestas de coníferas e decíduas mistas. Eles foram recolhidos nos estados do Alabama, Geórgia, Massachusetts, Maryland, Michigan, Carolina do Norte, Nova Jersey, Nova Iorque, Pensilvânia, Tennessee, Texas, Virgínia, Vermont, e Virgínia Ocidental. Um guia de campo aponta que o cogumelo tem uma preferência para a associação com carvalhos onde o terreno é coberto por arbustos de mirtilo (Vaccinium). O fungo também foi coletado em Quebec, no Canadá. A extensão sul da sua distribuição na natureza estende-se ao estado mexicano de Michoacán. O cogumelo frutifica mais comumente durante o verão e outono após fortes chuvas.